# Hunslet Mills Class
Die beiden Lokomotiven der Mills Class von Hunslet sind schmalspurige Tenderlokomotiven, die für den Betrieb im Dinorwic-Steinbruch gebaut wurden. Anders als die kleineren Lokomotiven, die für den Betrieb auf den Galerien des Steinbruchs gebaut wurden, war die Mills Class für den Verkehr zwischen den Mills (Mühlen) genannten Werkstätten, in denen der Schiefer verarbeitet wurde, und dem Umladebahnhof zur Padarn Railway zuständig. Diese Verbindungsbahn wurde als Tramroad  bezeichnet, weswegen die Lokomotiven auch als Tramroad Class bezeichnet werden.
Die erste Lokomotive, zunächst Vaenol genannt (Werk-Nr. 638), wurde 1895 geliefert und die zweite, Port Dinorwic (Werk-Nr. 671), drei Jahre später. Die Lokomotiven lösten auf der „Tramroad“ die älteren Lokomotiven Dinorwic und George aus den Jahren 1870 bzw. 1877 ab. Anfang des 20. Jahrhunderts wurden beide Lokomotiven nach Rennpferden benannt; aus Vaenol wurde Jerry M, und aus Port Dinorwic wurde Cackler. 
In der Konstruktion entsprachen die Maschinen weitgehend den typischen Quarry Hunslets, wie sie im Dinorwic-Steinbruch als Alice Class eingesetzt wurden, d. h., es waren zweiachsige Tenderlokomotiven mit Außenrahmen, Satteltank, kurzem Radstand, großen Überhängen und schräg angeordneten Zylindern. Bis auf die Spurweite war die Mills Class jedoch in allen Dimensionen gegenüber der Alice Class vergrößert und auch gegenüber der älteren Lokomotiven Dinorwic und George. Ein charakteristischer Unterschied ist der gegenüber dem Umlauf etwas niedriger liegende Führerhausboden sowie der mit einem Dampfdom ausgestattete Kessel.
Wie die im Hafen des Steinbruchs eingesetzten Lokomotiven war die Mills Class mit gefederten Mittelpuffern ausgestattet sowie mit einer Vorrichtung, mit der die Kupplung vom Führerhaus aus gelöst werden konnte.
Cackler wurde 1959 ausgemustert und 1966 an eine Privatperson verkauft, die die Lokomotive ab und zu auf einem kurzen Schienenstück laufen ließ. Nach mehreren Besitzerwechseln gelangte Cackler 1978 zur Thursford Collection, einem Museum in Thursford (Norfolk), wo sie bis etwa 1993 auf einer eigens gebauten, knapp 1,5 km langen Strecke betrieben wurde. Wegen des nachlassenden Besucherinteresses an der Bahn wird Cackler seitdem statisch ausgestellt, und die Strecke wurde abgebaut. 
Jerry M blieb bis Anfang der 1960er Jahre im Einsatz und wurde 1967 an die Hollycombe Steam Collection in Liphook (Hampshire) verkauft, wo sie wegen des Zustands des Kessels erst einmal grundlegend aufgearbeitet werden musste, wobei schließlich auch ein neuer Kessel beschafft wurde. Im Zuge dieser Arbeiten wurde die Lok von 578 auf 610 mm umgespurt.
Erst 1983 waren die Arbeiten abgeschlossen, und Jerry M ist seitdem ohne größere Probleme in Betrieb. Im Laufe ihrer Einsatzzeit wurde sie mit einer Druckluftbremse nachgerüstet; die Luftpumpe wurde rechts vor dem Führerhaus angebaut.